# ماريلو بيري
ماريلو بيري (بالفرنسية: Marilou Berry)‏ (و. 1983 – م) هي ممثلة من فرنسا . ولدت في باريس .

## التعليم
تعلمت في المعهد الوطني العالي للموسيقى والرقص ‏، ومدرسة كوندرست

## روابط خارجية
- ماريلو بيري على موقع IMDb (الإنجليزية)
- ماريلو بيري على موقع ألو سيني (الفرنسية)
- ماريلو بيري على موقع أول موفي (الإنجليزية)
- ماريلو بيري على موقع قاعدة بيانات الأفلام السويدية (السويدية)
- ماريلو بيري على موقع قاعدة بيانات الفيلم (الإنجليزية)
- ماريلو بيري على موقع كينوبويسك (الروسية)